# دوليانوفا
دوليانوفا، (بالإنجليزية: Dolianova)‏، (سردينيا: Patiolla) هي بلدية، في سردينيا. ولدت المدينة في 25 يونيو 1905 من مزيج من اثنين من المراكز: سيشي سان بياجيو وسان بانتاليو. يعتمد اقتصادها على الزراعة (النبيذ، وزيت الزيتون). اسم "Dolianova" له أصول غامضة. يُعتقد أنها مرتبطة بـ "Pars Olea" اللاتينية (مكان النفط).

## السكان
في سنة 1861 بلغ عدد السكان 2٬904 نسمة، وتطور العدد ليصل في سنة 2011 لـ 9٬404 نسمة.
يظهر هذا المخطط البياني تطور النمو السكاني لـ دوليانوفا